# Alive '95
Alive '95 är Gamma Rays första livealbum. Det släpptes i maj 1996.

## Låtar på albumet

### Disk 1
1. "Land of the Free"
2. "Man on a Mission"
3. "Rebellion in Dreamland"
4. "Space Eater"
5. "Fairytale"
6. "Tribute to the Past"
7. "Heal Me"
8. "The Savior"
9. "Abyss of the Void"
10. "Ride the Sky"
11. "Future World"
12. "Heavy Metal Mania"
13. "Lust for Life"

### Disk 2
1. "No Return"
2. "Changes"
3. "Insanity & Genius"
4. "Last Before the Storm"
5. "Future Madhouse"
6. "Heading for Tomorrow / Dream Healer Medley"